# Olivia Rodrigo: Driving Home 2 U
Olivia Rodrigo: Driving Home 2 U ist ein Dokumentarfilm aus dem Jahr 2022. Der Film wurde von Stacey Lee inszeniert und am 25. März 2022 auf der Streamingplattform Disney Plus veröffentlicht.

## Inhalt
Der Film begleitet Olivia Rodrigo auf einer Reise von Salt Lake City nach Los Angeles, den sie während der Entstehung ihres Albums SOUR zurücklegte. Auf dem Roadtrip reflektiert Rodrigo über die Entstehung der einzelnen Songs.
Zwischen Interviewsequenzen und Archivmaterial präsentiert der Film mehrere Live-Performances der SOUR-Titel. Dabei werden auch bislang unveröffentlichte Studioaufnahmen, Notizen und Gespräche mit ihrem Produzenten Dan Nigro gezeigt.
In der folgenden Reihenfolge werden Rodrigos Lieder im Film gespielt:
1. brutal
2. traitor
3. drivers license
4. 1 step forward, 3 steps back
5. deja vu
6. good 4 u
7. enough for you
8. happier
9. jealousy, jealousy
10. favorite crime
11. hope ur ok

## Produktion
Der Film wurde von Interscope Films und Supper Club produziert. Die Regie übernahm Stacey Lee. Olivia Rodrigo fungierte neben ihrer Rolle vor der Kamera auch als ausführende Produzentin. Die Kameraarbeit stammt von Zoë Simone Yi.

## Veröffentlichung
Olivia Rodrigo: Driving Home 2 U wurde am 17. Februar 2022 offiziell angekündigt. Die Premiere erfolgte am 25. März 2022 auf Disney Plus.